# ان‌جی‌سی ۷۱۹۰
ان‌جی‌سی ۷۱۹۰ (انگلیسی: NGC 7190) یک کهکشان عدسی شکل میله‌ای است که در صورت فلکی اسب بزرگ جای دارد. این کهکشان توسط ستاره شناس فرانسوی ادوارد استفان در سال ۱۸۷۰ کشف شد.